# Клаттенхофф, Диего
Дие́го Кла́ттенхофф (англ. Diego Klattenhoff; род. 30 ноября 1979, Френч-Ривер, Новая Шотландия) — канадский актёр кино и телевидения. Наиболее известен зрителю исполнением роли в сериале «Чёрный список» (2013—2023).

## Биография
Диего Клаттенхофф родился в 1979 году в маленькой коммуне Френч-Ривер в Новой Шотландии. У него есть брат. В 1998 году переехал в Торонто, чтобы начать актёрскую карьеру. Обучаясь в театральных мастерских, зарабатывал себе на жизнь, работая барменом. Впервые на телевидении появился в 2001 году, исполнив небольшую роль в двух эпизодах сериала «Доктор», впервые на широком экране — в 2004 году в фильме «Дрянные девчонки». В итоге к 2018 году Клаттенхофф снялся в полусотне фильмов и сериалов.

## Награды и номинации
- 2013 — Премия Гильдии киноактёров США в категории «Лучший актёрский состав в драматическом сериале» за роль (совместно с 14-ю другими актёрами) в сериале «Родина» — номинация.

## Избранная фильмография

### Широкий экран
- 2004 — Дрянные девчонки / Mean Girls — Шэйн Оман
- 2005 — Принцесса льда / Ice Princess — Кайл Дэйтон
- 2006 — Счастливое число Слевина / Lucky Number Slevin — Джинджер
- 2008 — Информаторы / The Informers — Дёрк
- 2010 — Сухая земля[англ.] / The Dry Land — Генри
- 2012 — Безусловный[англ.] / Unconditional — Билли
- 2013 — После нашей эры / After Earth — рейнджер-ветеран
- 2013 — Тихоокеанский рубеж / Pacific Rim — Йенси Беккет

### Телевидение
- 2001—2002 — Доктор[англ.] / Doc — Джейсон (в 2 эпизодах)
- 2003 — Veritas: В поисках истины / Veritas: The Quest — Тимас (в 1 эпизоде)
- 2003 — Мутанты Икс / Mutant X — Джонни (в 1 эпизоде)
- 2005 — Тайны Смолвиля / Smallville — Джош Гринфилд (в 1 эпизоде)
- 2005 — Убийство в Хэмптонсе[англ.] / Murder in the Hamptons — сотрудник дорожной полиции
- 2005 — Звёздные врата: SG-1 / Stargate SG-1 — капитан команды (в 1 эпизоде)
- 2005 — Шанайя: Жизнь в восьми альбомах[англ.] / Shania: A Life in Eight Albums — Пол
- 2006 — В гостинице[англ.] / At the Hotel — Янг Джейкоб (в 6 эпизодах)
- 2006 — Ясновидец / Psych — Дилан Максвелл (в 1 эпизоде)
- 2006 — Падший / Fallen — Натаниэль (в 1 эпизоде, в титрах не указан)
- 2006 — Сверхъестественное / Supernatural — Дьюэн Таннер (в 1 эпизоде)
- 2007 — Уистлер[англ.] / Whistler — Дерек (в 12 эпизодах)
- 2008 — Люди в деревьях / Men in Trees — Иван Палачинка, хорватский хоккеист (в 6 эпизодах)
- 2009 — Читающий мысли / The Listener — Том Кроуфорд (в 1 эпизоде)
- 2009 — Скорая помощь / ER — Джей (в 1 эпизоде)
- 2009 — 24 часа / 24 — сержант Кэдден (в 2 эпизодах)
- 2009—2010 — Милосердие[англ.] / Mercy — Майк Кэллахан (в 22 эпизодах)
- 2011 — Рухнувшие небеса / Falling Skies — лейтенант Дэннер (в 1 эпизоде)
- 2011—2013 — Родина / Homeland — Майк Фэйбер, капитан / майор морской пехоты США[5] (в 25 эпизодах)
- 2012 — Лонгмайер / Longmire — Эли (в 1 эпизоде)
- 2013—2023 — Чёрный список / The Blacklist — Дональд Ресслер, агент ФБР[6] (в 218 эпизодах)

### Сразу-на-видео
- 2004 — Куб Ноль / Cube Zero — Куигли